# Išču čeloveka
Išču čeloveka (Ищу человека) è un film del 1973 diretto da Michail Sinaevič Bogin.

## Trama
Il film racconta le vere storie di incontro e ricerca di persone care.